# Saint-Martin-de-Hinx
Saint-Martin-de-Hinx település Franciaországban, Landes megyében. Lakosainak száma 1749 fő (2022. január 1.). Saint-Martin-de-Hinx Saint-Jean-de-Marsacq, Biarrotte, Biaudos, Saint-André-de-Seignanx, Saint-Étienne-d’Orthe, Sainte-Marie-de-Gosse és Saubrigues községekkel határos.

## Népesség
A település népessége az elmúlt években az alábbi módon változott:
| Lakosok száma | 786  | 748  | 837  | 1101 | 1359 | 1386 | 1480 | 1625 | 1659 | 1749 |
|               | 1968 | 1982 | 1990 | 2006 | 2013 | 2015 | 2017 | 2019 | 2020 | 2022 |